# Eda Ece
Eda Ece, all'anagrafe Eda Ece Uzunalioğlu (Istanbul, 20 giugno 1990), è un'attrice turca.

## Biografia
Nata nel 1990 a Istanbul (Turchia), Eda Ece è l'ultima di una famiglia di tre figlie. Dopo essersi diplomata presso la scuola superiore Şişli Terakki, ha deciso di iscriversi in psicologia presso l'Università Bilgi di Istanbul, dove al termine degli studi ha conseguito la laurea. Dopo aver esordito come attrice bambina nella serie Mihriban (2002-2003), a cui sono seguiti alcuni ruoli minori in altre serie, dal 2011 al 2014 ha ottenuto il suo primo ruolo da protagonista nella serie drammatica Pis Yedili.
Nel 2013 ha ottenuto un ruolo da protagonista nel film Kızım İçin, mentre nel 2015 ha ottenuto un ruolo da protagonista nella serie televisiva İlişki Durumu: Karışık. È stata poi scelta per recitare nei film Kocan Kadar Konuş e Kocan Kadar Konuş: Diriliş, Görümce, Mahrumlar, Dede Korkut Hikayeleri: Deli Dumrul e Deliha 2. Dal 2018 al 2023 ha interpretato il ruolo di Yıldız Yılmaz nella serie Forbidden Fruit (Yasak Elma).

## Vita privata
Dal 2019 è legata sentimentalmente al cestista Buğrahan Tuncer, con il quale si è sposata il 21 giugno 2023. Il 4 aprile 2024 è nata Mina İpek, la prima figlia della coppia.

## Filmografia

### Cinema
- Mahpeyker: Kösem Sultan, regia di Tarkan Özel (2010)
- Kızım İçin, regia di Hakan Haksun (2013)
- Kocan Kadar Konuş, regia di Kıvanç Baruönü (2015)
- Kocan Kadar Konuş: Diriliş, regia di Kıvanç Baruönü (2016)
- Görümce, regia di Kıvanç Baruönü (2016)
- Mahrumlar, regia di Özer Kızıltan (2016)
- Yol Arkadaşım, regia di Bedran Güzel (2017)
- Dede Korkut Hikayeleri: Deli Dumrul, regia di Burak Aksak (2017)
- Deliha 2, regia di Gupse Özay (2018)
- Feride, regia di Ali Yorgancıoğlu e Zeynep Çamcı (2020)

### Televisione
- Mihriban – serie TV (2002-2003)
- Hayat Bilgisi – serie TV, 5 episodi (2003)
- Bez Bebek – serie TV, 1 episodio (2009)
- Adını Feriha Koydum – serie TV, 1 episodio (2011)
- Pis Yedili – serie TV, 97 episodi (2011-2014)
- Beni Böyle Sev – serie TV, 16 episodi (2014-2015)
- İlişki Durumu: Karışık – serie TV, 40 episodi (2015-2016)
- Forbidden Fruit (Yasak Elma) – serie TV, 177 episodi (2018-2023)

### Video musicali
- Durum Leyla di Ayşegül Aldinç (2016)
- Her Mevsim Yazım di Zeynep Bastık (2020)

## Programmi televisivi
- Maske Kimsin Sen? – talent show (Fox, 2022) - giurata
- Kapımdaki Dedektif – talent show (Fox, 2022-2023) - conduttrice
- Yetenek Sizsiniz Türkiye – talent show (Now, 2025) - giurata

## Doppiatrici italiane
Nelle versioni in italiano dei suoi film e delle sue serie TV, Eda Ece è stata doppiata da:
- Jennifer Armani[17] in Forbidden Fruit[18]

## Riconoscimenti
- Ayakli Gazete TV Stars Awards
  - 2012: Vincitrice come Miglior attrice per la serie Pis Yedili
- ELLE Style Awards
  - 2023: Elle Covergirl dell'anno[19]
- Murex D'Or
  - 2022: Vincitrice come Miglior attrice straniera per la serie Forbidden Fruit (Yasak Elma)[20]
- Pantene Golden Butterfly Awards
  - 2023: Candidata come Miglior presentatrice femminile per Kapımdaki Dedektif[21]
- Turkey Youth Awards
  - 2019: Candidata come Miglior attrice cinematografica per Deliha 2
  - 2020: Candidata come Miglior attrice televisiva per Forbidden Fruit (Yasak Elma)
  - 2023: Candidata come Miglior attrice televisiva per Forbidden Fruit (Yasak Elma)